# 卡車司機結 (歌曲)
卡車司機結(英語：Trucker's Hitch)是挪威卑爾根喜劇組合Ylvis的單曲，於2014年9月16日發佈於Youtube，截自2021年10月16日為止，觀看次數已突破2400萬人次。

## 概要
歌曲主要是表達卡車司機結的困難程度，也秀出稱人結、縮短結、雙單結、平結、雙套結、雙鞋帶結。除此之外，MV中出現的Youtube教學影片是真實存在，在當時觀看只有417人次，在經過Ylvis的mv播出後攀升，截至2021年10月16日為止，這支影片的觀看次數已突破76萬人次。不過這支影片的發行日與所屬頻道的建立日期都與MV發行日期相近，而頻道創立至今也只有這一支影片，因此有網友認為這是Ylvis為了這首歌所創立的。

## 歌曲
| 數位下載 | 數位下載        | 數位下載 |
| 曲序     | 曲目            | 时长     |
| -------- | --------------- | -------- |
| 1.       | Trucker's Hitch | 3:27     |

## 圖表
| 圖表 (2014)        | 排名 |
| ------------------ | ---- |
| 挪威（世道單曲榜） | 10   |